# Comunicació sèrie asíncrona

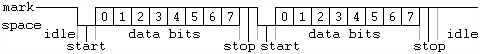
In this diaEn aquest diagrama, s'envien dos bytes, cadascun format per un bit d'inici, seguit de vuit bits de dades (bits 0-7) i un bit de parada, per a una trama de caràcters de 10 bits. L'últim bit de dades s'utilitza de vegades com a bit de paritat. El nombre de dades i bits de format, l'ordre dels bits de dades, la presència o absència d'un bit de paritat, la forma de paritat (parell o senar) i la velocitat de transmissió han de ser acordats prèviament per les parts comunicants. El "stop bit" és en realitat un "stop period"; el període d'aturada del transmissor pot ser arbitràriament llarg. No pot ser inferior a una quantitat especificada, normalment d'1 a 2 bits. El receptor requereix un període de parada més curt que el transmissor. Al final de cada caràcter, el receptor s'atura breument per esperar el següent bit d'inici. És aquesta diferència la que manté l'emissor i el receptor sincronitzats.

La comunicació sèrie asíncrona és una forma de comunicació sèrie en la qual les interfícies dels punts finals que es comuniquen no es sincronitzen contínuament per un senyal de rellotge comú. En lloc d'un senyal de sincronització comú, el flux de dades conté informació de sincronització en forma de senyals d'inici i de parada, abans i després de cada unitat de transmissió, respectivament. El senyal d'inici prepara el receptor per a l'arribada de dades i el senyal d'aturada restableix el seu estat per permetre l'activació d'una nova seqüència.
Un tipus comú de transmissió d'arrencada i parada és l'ASCII sobre RS-232, per exemple per utilitzar-lo en l'operació d'un teletip.

## Origen
Les teleimpressores mecàniques que utilitzaven codis de 5 bits (vegeu el codi Baudot) normalment utilitzaven un període d'aturada d'1,5 bits. Els primers teleescriptors electromecànics (pre-1930) podien requerir 2 bits de parada per permetre la impressió mecànica sense amortiment. El maquinari que no admet bits de parada fraccionats pot comunicar-se amb un dispositiu que utilitza 1,5 bits de temps si està configurat per enviar 2 bits de parada quan transmet i requereix 1 bit de parada en rebre.
El format es deriva directament del disseny de la telemàquina, que es va dissenyar d'aquesta manera tenint en comte la tecnologia electromecànica de la seva època no era prou precisa. per al funcionament síncron : per tant, els sistemes s'havien de tornar a sincronitzar al començament de cada caràcter. Després d'haver estat resincronitzada, la tecnologia del dia era prou bona per preservar la sincronització de bits per a la resta del personatge. Els bits d'aturada van donar temps al sistema per recuperar-se abans del següent bit d'inici. Els primers sistemes de teleimpressores utilitzaven cinc bits de dades, normalment amb alguna variant del codi Baudot.
Els primers dispositius telègrafs d'impressió experimentals utilitzaven només un bit d'inici i requerien un ajust manual de la velocitat del mecanisme receptor per descodificar de manera fiable els caràcters. Es va requerir una sincronització automàtica per mantenir les unitats de transmissió i recepció "en pas". Això va ser finalment aconseguit per Howard Krum, que va patentar el mètode de sincronització start-stop ( , concedida el 19 de setembre de 1916, aleshores , concedida el 3 de desembre de 1918). Poc després es va patentar una teleimpressora pràctica ( , concedida el 3 de juliol de 1917).

## Funcionament
Abans que la senyalització funcioni, l'emissor i el receptor han d'acordar els paràmetres de senyalització:
- Comunicació completa o dúplex
- El nombre de bits per caràcter -- actualment gairebé sempre caràcters de 8 bits, però històricament alguns transmissors han utilitzat un codi de caràcters de cinc bits, un codi de caràcters de sis bits o un ASCII de 7 bits.
- Endianness : l'ordre en què s'envien els bits
- La velocitat o bits per segon de la línia (igual a la velocitat en baudios quan cada símbol representa un bit). Alguns sistemes utilitzen la detecció automàtica de velocitat, també anomenada detecció automàtica de velocitat en baudis .
- Ús o no de paritat
- Paritat parell o senar, si s'utilitza
- S'ha de triar el nombre de bits de parada enviats (el nombre enviat ha de ser almenys el que necessita el receptor)
- Símbols de marca i espai (direccions actuals a la telegrafia primerenca, polaritats de voltatge posteriors a EIA RS-232, etc., polaritats de canvi de freqüència en la codificació de canvi de freqüència, etc.)

- nc bits, un codi de caràcters de sis bits, o un ASCII de 7 bits.
- Velocitat o bits per segon de la línia (igual a la velocitat Baud quan cada símbol representa una mica). Alguns sistemes utilitzen la detecció automàtica de velocitat, també anomenada detecció automàtica de velocitat de baud.
- El nombre de bits de parada enviats ha de triar-se (el número enviat ha de ser almenys el que el receptor necessita)
- Símbols de marca i espai (direccions de corrent en telegrafia primerenca, polaritats de voltatge posteriors olaritats de canvi en funció dels canvis, etc.)

La senyalització asíncrona d'inici i parada es va utilitzar àmpliament per a l'accés de mòdems telefònics a ordinadors de temps compartit i sistemes BBS. Aquests sistemes utilitzaven set o vuit bits de dades, primer el bit menys significatiu transmès, d'acord amb l'estàndard ASCII.
Entre ordinadors, la configuració més utilitzada va ser " 8N1 ": caràcters de vuit bits, amb un bit d'inici, un bit de parada i sense bit de paritat. Per tant, s'utilitzen 10 baudis per enviar un sol caràcter, de manera que dividint la velocitat de bits de senyalització per deu dona com a resultat la velocitat de transmissió global en caràcters per segon.
L'inici i l'aturada asíncrona és la capa inferior d'enllaç de dades que s'utilitza per connectar ordinadors a mòdems per a moltes aplicacions d'accés a Internet telefònic, utilitzant un segon protocol d'enquadrament d'enllaç de dades (encapsulant) com PPP per crear paquets formats per caràcters sèrie asíncrons. La interfície de capa física més utilitzada és RS-232D. La pèrdua de rendiment relativa a l'accés síncron és insignificant, ja que la majoria dels mòdems moderns utilitzaran un protocol síncron privat per enviar les dades entre ells, i els enllaços asíncrons a cada extrem funcionen més ràpidament que aquest enllaç de dades, amb el control de flux que s'utilitza per accelerar el velocitat de dades per evitar l'excés.